# طريقة SQ3R

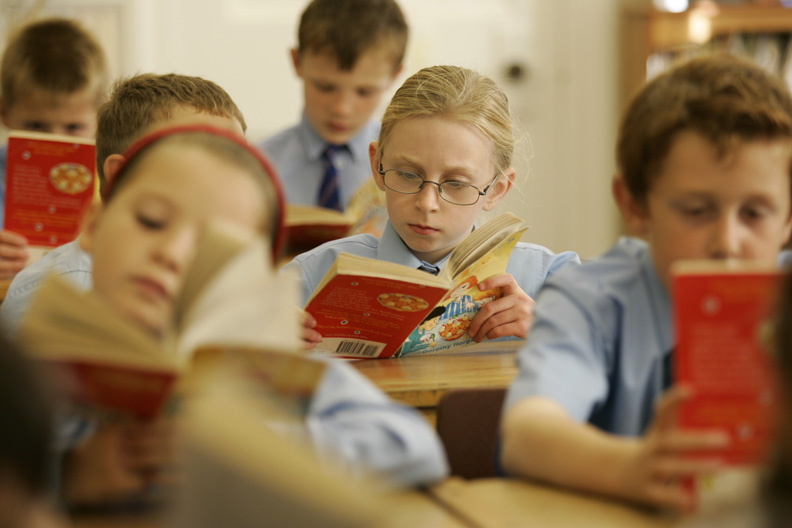
SQ3R وهي اختصار الأحرف الخمس الأولى من خطواتها بالإنجليزية والتي تعني: استطلع، أسأل، أقرأ، أعد الصياغة، وراجع.

طريقة SQRRR أو SQ3R (بالإنجليزية: survey, question, read, recite, and review)‏ طريقة من طرق قراءة الفهم عُرفت اختصارًا بـ «SQ3R» وهي الأحرف الخمس الأولى من خطواتها بالإنجليزية والتي تعني: استطلع، أسأل، أقرأ، أعد الصياغة، وراجع. طُرحت هذه الطريقة لأول مرة من قبل عالم النفس التربوي الأمريكي فرانسيس روبنسون وذلك في كتابه المنشور عام 1946 «دراسة فعّالة».
طوّرت الطريقة بدايةً لتستهدف طلاب المرحلة الجامعية، وتبيّن لاحقًا أنها مفيدة أيضًا لطلاب المراحل الأصغر سنًا. على ذلك بدأت الكثير من الفصول الدراسية في مختلف أنحاء العالم في استخدام هذه الطريقة للوصول لقراءة فهم أكثر فاعلية. طوّرت لاحقًا طرق مشابهة منها: جدول KWL وطريقة PQRST.

## خطوات
تقوم الطريقة على خمس خطوات كما يلي:

### الخطوة الأولى: استطلع (S)
تقوم الخطوة الأولى على التصفّح أو المرور السريع على المحتوى، وتشدد على ضرورة مقاومة الإغراء المتولد تجاه قراءته، بدلاً من ذلك يُنصح بالمرور على الجزء المطلوب قراءته وملاحظة العناوين والعناوين الفرعية أو البارزة، كذلك الأشكال والرسومات والجداول والمعلومات الهامشية وملخصات الفقرات. عادةً ما تستغرق هذه الخطوة من 3 إلى 5 دقائق فقط، ولكنها توفر مخططًا أو إطارًا عامًا لما سيجري مطالعته. ينبغي كذلك على القارئ أن يبدأ بتوليد أفكاره وصياغة أسئلته حول هذا المحتوى.

### الخطوة الثانية: أسأل (Q)
تقوم الخطوة الثانية على ابتكار الأسئلة حول محتوى القراءة. مثلا، قم بتحويل العناوين والعناوين الفرعية إلى أسئلة، ثم ابحث عن وجود إجاباتٍ لها ضمن النص. يمكن كذلك صياغة أسئلة أخرى أكثر عمومية:
- عن ماذا يتحدث؟
- ما هو السؤال الذي يحاول الإجابة عنه؟
- كيف ستساعدني هذه المعلومات؟

### الخطوة الثالثة: أقرأ (R)
تقوم الخطوة الثالثة على الخطوتين السابقتين، ابدأ قراءتك الفاعلة. وهذا يعني أن تقرأ وأن تبحث عن إجابات للأسئلة التي وضعتها سابقًا. على النقيض من ذلك، تؤدي القراءة غير الفاعلة (دون تحضير مسبق) إلى قراءة مجردة غير متعمقة في مادة الدراسة.

### الخطوة الرابعة: أعد الصياغة (R)
تقوم الخطوة على فكرة القراءة من الذاكرة، حاول أن تسترجع ما فهمته وكأنك تخبر شخصًا آخر بهذه المعلومات. من المهم أن تستخدم كلماتك الخاصة في صياغة وتصوّر المحتوى. حاول أن تتذكر وتحدد النقاط الرئيسية (العناوين/العناوين الفرعية) بالإضافة للإجابات على الأسئلة التي وضعتها سلفًا. بالإمكان إجراء هذه الخطوة إما شفهيًا أو كتابًة، فلها فوائد في تعزيز التذكّر طويل المدى للمحتوى المقروء (تأثير الاختبار).

### الخطوة الخامسة: راجع (R)
بمجرد وصولك إلى نهاية المقطع، راجع المحتوى وكرر (باستخدام كلماتك الخاصة) ما كان الهدف منه؟ بعد الانتهاء من هذه الخطوة يمكنك الانتقال لمقطع لاحق ترغب بقراءته.